# Dalia Kuodytė
Dalia Kuodytė (ur. 21 stycznia 1962 w Kownie, zm. 21 kwietnia 2023) – litewska polityk, historyk i działaczka społeczna, posłanka na Sejm Republiki Litewskiej (2008–2016).

## Życiorys
Po ukończeniu szkoły średniej w rodzimym Kownie studiowała na wydziale historycznym Uniwersytetu Wileńskiego, którego absolwentką została w 1987. Po powrocie do Kowna pracowała w muzeum w IX Forcie Twierdzy Kowno jako konsultant historyczny. W 1990 stanęła na czele muzeum zesłania i oporu (Tremties ir rezistencijos muziejus), którym kierowała do 1997. W tym samym czasie była redaktorem naczelnym czasopisma historycznego. W 1997 została dyrektorem generalnym Centrum Badania Ludobójstwa i Ruchu Oporu Mieszkańców Litwy.
Od marca 2005 do 2007 była przewodniczącą komisji lustracyjnej. W wyborach z 2008 została wybrana do Sejmu z listy państwowej Ruchu Liberalnego Republiki Litewskiej. Wchodziła w skład litewskiej delegacji do Zgromadzenia Parlamentarnego Rady Europy. W 2012 uzyskała poselską reelekcję. W wyborach w 2016 nie została ponownie wybrana do parlamentu.